# 西蒙·罗尔费斯
西蒙·罗尔费斯（德語：Simon Rolfes，1982年1月21日—），德国退役足球运动员，司職中場，现為德甲球會勒沃库森體育董事總經理。之前主要效力於德國一些小型球會，至2005年才加盟勒沃库森；而在國家隊他也要到2007年才獲國家隊徵召，出席過2008年歐洲國家盃。
2014年12月，32歲的羅爾費斯宣佈將在2014-15賽季結束後退役。